# Es war einer von uns
Es war einer von uns (A fost unul dintre noi) este un film german, în regia lui Kai Wessel.

## Acțiune
În centrul acțiunii se află tânăra Johanna (Maria Simon), care  dimineața obsearvă ceva ciudat, după o petrecere seara cu prietenii, s-a trezit buimacă într-un parc. Johanna nu poate să-și amintească nimic din cele petrecute cu ea. Poliția chemată la fața locului constată că i s-au pus în băutură așa numitele picturi K.O. care au amețit-o. Toate aceste indicii dau naștere la presupunerea că i s-a administrat ceva și a fost violată. Prietena ei cea mai bună Leonie (Anja Kling) caută să o ajute.  Prietenii Johannei sunt și ei consternați.  Johanna începe  investigația cu ajutorul unui detectiv pentru a găsi făptașul, care probabil este unul din cercul lor de prieteni.

## Distribuție
- Johanna Schröder : 	Maria Simon
- Leonie Grothe  :	Anja Kling
- Björn Reichsmann : 	Devid Striesow
- Philipp Reichsmann : 	Patrick Heyn
- Yanis  :	Adam Bousdoukos
- Henning Uhland : 	Hans-Jochen Wagner
- Comisar Ute Burckhart : 	Johanna Gastdorf
- Kathrin Reichsmann : 	Kathrin Wehlisch
- Miriam  :	Helene Grass
- Sabine Schröder:  	Maren Kroymann
- Werner Schröder : 	Gerhard Garbers
- Matthias Christburger : 	Rainer Sellien
- Avocată Albers"  	Gitta Schweighöfer
- Vera Winkler : 	Theresa Berlage
- Klaus : 	Andy Gätjen